# Коваль, Владимир Викторович
Влади́мир Ви́кторович Ко́валь (укр. Володимир Вікторович Коваль; род. 6 марта 1992, Киев) — украинский футболист, нападающий

## Биография
Воспитанник киевского «Динамо». После завершения обучения играл за вторую команду киевлян в первой лиге чемпионата Украины. Летом 2012 года перешёл в «Севастополь», заключив с одним из лидеров первого дивизиона трёхлетний контракт. С этой командой завоевал место в Премьер-лиге, и 28 июля 2013 года дебютировал в высшем дивизионе в игре против своего бывшего клуба. Всего в Премьер-лиге сыграл 4 матча.
Летом 2014 года, после того, как «Севастополь» был расформирован, футболист подписал контракт с польским клубом первой лиги «ОКС Стомил». Помимо Коваля в польской команде выступали ещё четверо украинцев: Виталий Березовский, Роман Мачуленко, Игорь Скоба и Ираклий Месхия.
29 июня 2015 года перешёл в новичка польской Экстраклассы, клуб «Нецеча».